# Міфіка: Темні часи
Міфіка: Темні часи (англ. Mythica: The Darkspore) — американський фільм у жанрі фентезі — бойовика американки Ан Кей Блек. Друга частина трилогії присвячена новим пригодам юної некромантки Мареки і її друзів, що зіткнулися з небезпечним ворогом. На цей раз загроза виходить від Кішкумена — могутнього мага, який бажає захопити собі місцеві землі.

## У ролях
| Актор                  | Роль             |
| ---------------------- | ---------------- |
| Мелані Стоун           | Марек            |
| Адам Джонсон           | Тейн             |
| Джейк Стормоен         | Даген            |
| Нікола Позенер         | Тіла             |
| Рокі Маєрс             | Квол             |
| Метью Мерсер           | Зорлок           |
| Крістофер Робін Міллер | Молотоголов      |
| Наталі Левайн Ріскас   | Керін            |
| Роберт Джейн           | Перегус Малістер |
| Кевін Сорбо            | Годжун Пай       |